# Philip Marlowe

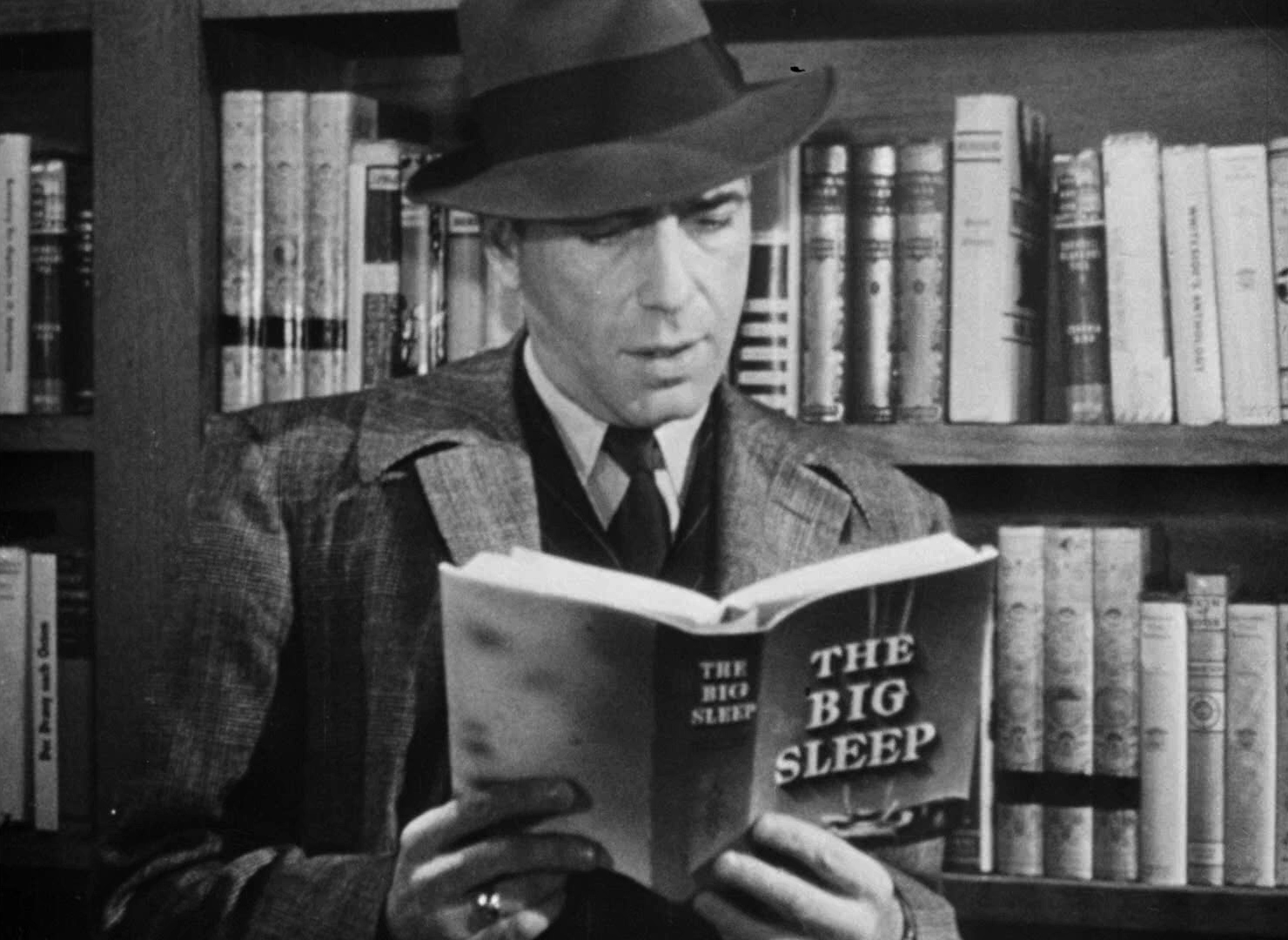
Humphrey Bogart jako Phil Marlowe

Philip („Phil“) Marlowe je fiktivní americký soukromý detektiv, hlavní postava několika knih spisovatele Raymonda Chandlera.
Poprvé se objevil v roce 1938 v románu Hluboký spánek. K charakteristikám postavy patřilo nezřízené pití alkoholu a kouření cigaret, cynismus a ironické vyjadřování, slabost pro ženy nevalné pověsti. Kniha se setkala s velkým ohlasem, tak Chandler napsal další knihy se stejným hrdinou. V říjnu 1940 vydal román Sbohem buď lásko a poté následovala díla Vysoké okno v srpnu 1942, Dáma v jezeře v listopadu 1943 a další.
Vzhledem k úspěchu knih se Marlowe později stal hrdinou řady filmových a televizních adaptací, ve kterých postavu ztvárnili například Dick Powell, Humphrey Bogart, Robert Montgomery, George Montgomery, Philip Carey, James Garner, Elliot Gould, Robert Mitchum, Powers Boothe, Danny Glover nebo James Caan.
V letech 1984–1985 napsal Václav Marhoul pro Divadlo Sklep divadelní hru Mazaný Filip, kterou rovněž režíroval a která se hrála v kulturním středisku Dobeška v letech 1986–1989. Hlavní role zde hráli Tomáš Hanák, David Vávra, Milan Šteindler. Obnovená premiéra přepracované hry byla v roce 1994. Hra byla v roce 2003 základem pro Marhoulův stejnojmenný film.